# Inha Bastos
Inha Bastos (Itabuna, 14 de julho de 1949) é uma  artista plástica brasileira que apresenta a mulher como figura central de suas obras, nas quais busca retratar as figuras femininas, a sensualidade e a espiritualidade em contraste com ambientes urbanos e violentos.

## Biografia
Nascida na cidade de Itabuna, Bahia, se formou como bacharel em artes plásticas na Escola de Belas Artes em Salvador, em 1974, lugar onde iniciou sua carreira. Durante sua trajetória participou de diversas exposições coletivas e individuais em diferentes estados brasileiros e também em outros países. Ademais, suas obras fazem parte do acervo de diversas  instituições públicas e particulares.
Em 1976 ela participou do projeto "Salvador ano 2000" e no ano seguinte fez parte do projeto "Plano Piloto de Camaçari", em ambos como programadora visual. Já no período de 1986 a 1993 lecionou a matéria "desenho de observação" nas oficinas do Museu de Arte Moderna da Bahia (MAM-BA). Sua próxima etapa na carreira foi projetar e coordenar a "Oficina de Artes em Camaçari" pela prefeitura desta cidade, atividade que começou em 1993 e finalizou em 2003.
Desde 1996, Inha Bastos leciona Desenho de Observação na Escola Baiana de Arte e Decoração (EBADE). Alem disso, em 2005, Inha Bastos foi selecionada, junto com outras artistas, para representar o Brasil no "Ano do Brasil na França", importante projeto que tem como objetivo principal a aproximação cultural, acadêmica e econômica entre os dois países.

## Premiações
- 1972 - I Salão Regional Artes - Itabuna – Ba[3]

- 1983 - Salão Genaro de Carvalho - Othon Palace Hotel / Salvador -Ba[3]
- 1985 - III Salão Regional de Artes - Ilhéus - Ba[3]
- 1988 - Vº Salão Regional de Arte - Ilhéus – Ba[3]
- 1989 - Prêmio aos 10 artistas Grapiúnas - Itabuna Ba[3]
- 1993 - II Bienal do Recôncavo-Centro Cultural Dannemann São Félix - Ba[3]

## Exposições recentes
- 2002 “Cores de Quintal”-Exposição Individual - Conjunto Cultural da Caixa- Salvador[3]
- 2003 “Cheiro de Terra”-Exposição Individual-Conjunto Cultural da Caixa- São Paulo[3]
- 2004 “Tardes Azuis” -Exposição Individual - Conjunto Cultural da Caixa- Brasília[3]
- 2005 Coletiva “Le Brésil S’Exposé en France.”em oito Cidades Francesas.[3]
- 2008 “Ensaio Sobre o Feminino”-Exposição Individual-Conjunto Cultural da Caixa- S.Paulo[3]
- 2008 Expo Individual“Ensaio Sobre o Feminino”- em São Paulo.[3]
- 2009 Expo Individual Galeria Arte & Memória - Igatu Andaraí / Ba[3]
- 2009 Expo Coletiva“Mulheres em Movimento II”-Galeria Canizares – Salvador /Ba[3]
- 2009 Expo Coletiva “20° Anniversario Caduta del Muro di Berlino – Berlim e Itália”[3]
- 2010 Expo Coletiva agendada para maio de 2010, em Londres “Brazilians On The Move” Gallery Tavid . London,W5 5EX England[3]

## Obras
- O Pai (2001)[3]
- O roubo das pitangas - (2003)[3]
- Casal II - (2003)[3]
- Bicicletas Azuis - (2004)[2]
- Menina lendo - (2008)[2]
- Menina de tranças (2008)[4]
- Menina do espelho (2008)[4]
- Gatos s/d[2]
- Sonhos Roubados I s/d[5]
- Sonhos Roubados II s/d[3]
- A Dor L'Essencia s/d[3]